# Vandenberg Space Force Base
Pour les articles homonymes, voir Vandenberg.
La Vandenberg Space Force Base est une base militaire américaine située dans le comté de Santa Barbara, en Californie. Elle dépend depuis 2020 de la force spatiale des États-Unis et auparavant du Commandement des Forces Spatiales (Air Force Space Command AFSPC). C'est l'une des trois principales bases de lancement de fusées du programme spatial des États-Unis. Elle est utilisée pour le lancement des satellites qui doivent être placés sur une orbite polaire, le tir de fusées-sonde et les tests de missiles balistiques.

## Historique
La base de Vandenberg a été construite en 1941 par l'armée de terre des États-Unis pour servir de base d'entrainement des troupes d'infanterie  envoyées sur les fronts de la Seconde Guerre mondiale. Elle fut réactivée au début de la guerre de Corée pour remplir la même fonction. En 1957 elle est affectée  à l'Armée de l'Air  et transformée en base d'essais de missiles balistiques intercontinentaux. Elle est rebaptisée en 1958 en mémoire de Hoyt S. Vandenberg.
Le 28 février 1959, une fusée Thor-Agena, lancée depuis cette base, place pour la première fois un satellite sur orbite polaire : le satellite Discoverer 1 est un satellite espion. À partir de cette date, les lancements sur ce type d'orbite qu'ils soient militaires ou civils (satellites d'observation) sont effectués depuis Vandenberg car contrairement au Centre de Cap Canaveral en Floride, l'azimut de lancement correspondant (vers le sud) est dégagé (c'est-à-dire ne surplombe pas de zones habitées).
En 1972, la base est sélectionnée pour devenir le deuxième site de lancement de la navette spatiale américaine, pour les vols en orbite polaire, destinés surtout à des projets militaires. Une installation de lancement complète est construite et la piste d'atterrissage attenante est rallongée pour permettre d'accueillir les navettes. Les installations construites, qui ont coûté 4 milliards $, ne serviront jamais, car l'accident de la navette spatiale Challenger est suivi de l'abandon des lancements de la navette depuis la côte ouest.
Depuis le 10 décembre 2004, la base abrite des missiles anti-missiles balistiques du système de défense antimissile américain.
La base est actuellement le siège entre autres de la 14th Air Force et compte plus de 6 000 résidants.

## Base de lancement
La base dispose d'une cinquantaine d'aires de lancements dont la moitié sont des silos enterrés destinés aux tests de missiles balistiques. On y lance des satellites (moins d'une dizaine de lancements par an ces dernières années) en utilisant des lanceurs Delta II, Delta IV, Atlas V, Minotaur, Pegasus et Taurus. La place se situe au 3e rang des bases américaines par son activité spatiale après Cap Canaveral et le Centre Spatial Kennedy. On y lance également des fusées-sonde et des missiles balistiques et de croisière pour valider leur fonctionnement.
| Année de lancement                    | 2009                                        | 2009                                                                    | 2008                                  | 2008                                   | 2007                      | 2007                                              | 2006                                               | 2006                                                   |
| ------------------------------------- | ------------------------------------------- | ----------------------------------------------------------------------- | ------------------------------------- | -------------------------------------- | ------------------------- | ------------------------------------------------- | -------------------------------------------------- | ------------------------------------------------------ |
| Année de lancement                    | Lanceur                                     | Type satellite                                                          | Lanceur                               | Type satellite                         | Lanceur                   | Type satellite                                    | Lanceur                                            | Type satellite                                         |
| Cap Canaveral                         | Delta II (4) Delta IV (3) Atlas V (4)       | Militaire (7) Sonde spatiale (1) Scientifique (2) Télécom (1) Météo (1) | Atlas II (1) Atlas V (1) Delta II (1) | Militaire (1) Science (1) Télécom (1)  | Delta II (6) Atlas V (5)  | Scientifique (2) Sonde spatiale (2) Militaire (5) | Delta II (4) Delta IV (1) Atlas V (2)              | Sonde spatiale (1) Météo (1) Télécom (1) Militaire (3) |
| Vandenberg                            | Delta II (4) Atlas V (1) Taurus Minotaur IV | Météo (2) Militaire (3) Imagerie (1) Science (1)                        | Delta II (3) Atlas V (1)              | Imagerie (2) Science (1) Militaire (1) | Delta II (3) Pegasus (1)  | Imagerie (3) Science (1)                          | Delta II (2) Delta IV (2) Minotaur I(1) Pegasus(1) | Militaire 3 Scientifique(2) Technologique (1)          |
| Kennedy - LC39                        | Navette spatiale (5)                        | Navette spatiale (5)                                                    | Navette spatiale (4)                  | Navette spatiale (4)                   | Navette spatiale (2)      | Navette spatiale (2)                              | Navette spatiale (3)                               | Navette spatiale (3)                                   |
| Autres (Kwajalein Omelek MARS Kodiak) | Minotaur I (1) Minotaur IV (1) Falcon 1 (1) | Technologique Imagerie Militaire                                        | Pegasus(2) Falcon 1 (1)               | Pegasus(2) Falcon 1 (1)                | Falcon I (1) Minotaur (1) | Falcon I (1) Minotaur (1)                         | Falcon I (1) Minotaur I (1)                        | Falcon I (1) Minotaur I (1)                            |

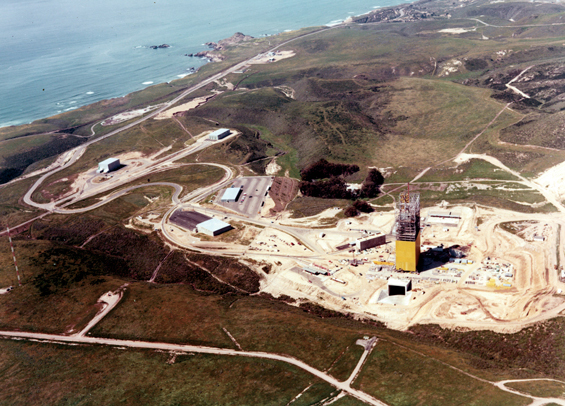
Construction du Space Launch Complex Six en 1966.
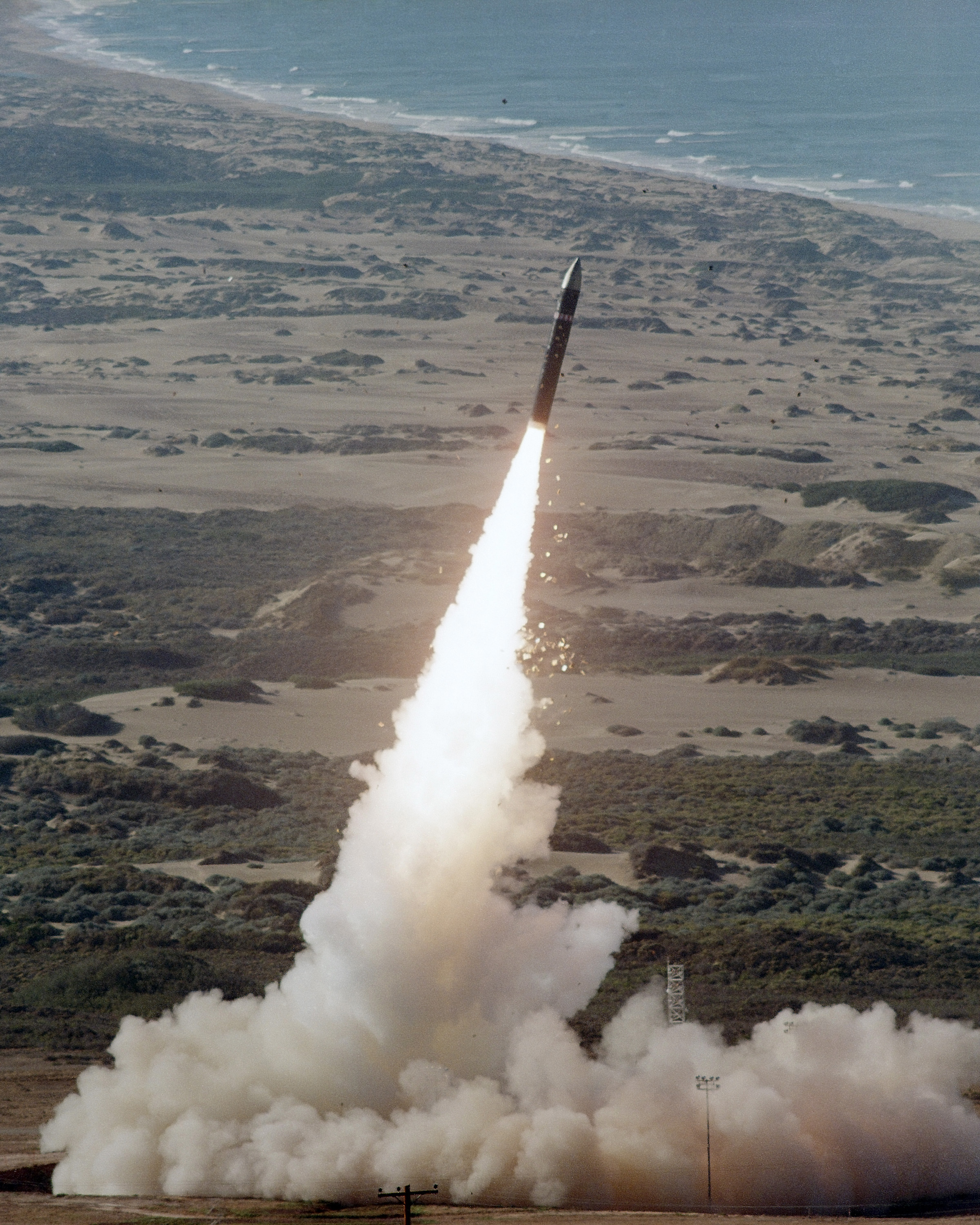
Tir d'essai d'un ICBM LGM-118A Peacekeeper en 1985 depuis un silo à missile.
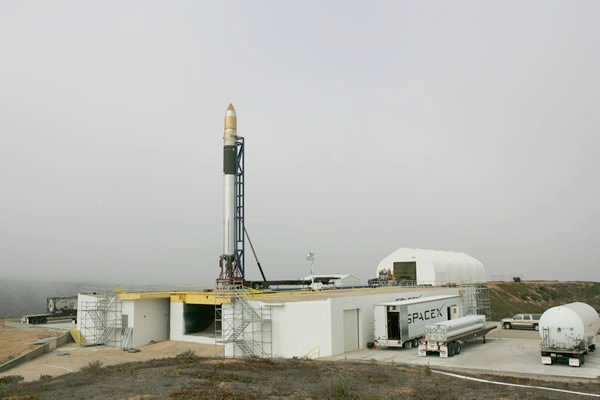
Fusée Falcon 1 sur son pas de tir, le Space Launch Complex - Three West (SLC-3W), en 2005.
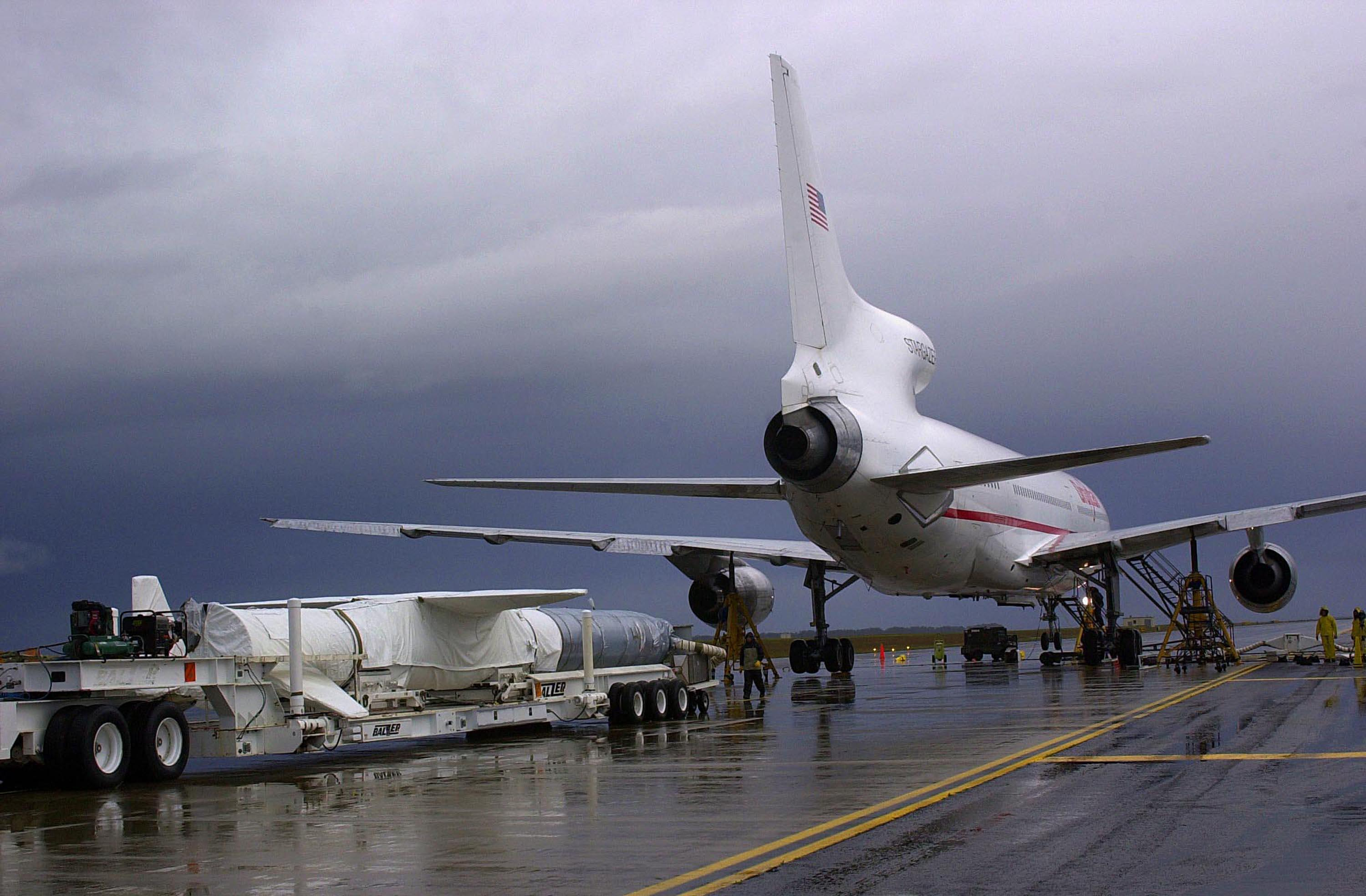
Un Pegasus XL attendant d'être monté sur un Lockheed L-1011 TriStar sur la piste de Vandenberg.

## Dans la culture populaire
- La base militaire apparaît dans le jeu vidéo Grand Theft Auto 5 sous le nom de Fort Zancudo. Si le joueur essaie de rentrer dedans, de survoler la base ou de commettre des crimes à côté de la base, l'armée peut répliquer et l'attaquer. En mode Online, le joueur peut acheter 3 hangars de la base militaire.
- La base militaire apparaît dans le jeu vidéo Deus Ex.